# Kapiskau River
Der Kapiskau River ist ein etwa 370 km langer Zufluss der James Bay im Norden der kanadischen Provinz Ontario.

## Flusslauf
Der Kapiskau River hat seinen Ursprung in einem namenlosen See auf einer Höhe von 194 m. Das Quellgebiet befindet sich in der James-Bay-Niederung, 35 km südwestlich des Missisa Lake im Nordosten des Kenora District. Er fließt anfangs 40 km in überwiegend nordnordöstlicher Richtung, bevor er sich auf den folgenden 80 km nach Südosten wendet. Er fließt dabei 5,5 km südwestlich am Missisa Lake vorbei. Anschließend strömt der Kapiskau River auf einer Strecke von etwa 20 Kilometern nach Osten, bevor auf den letzten 200 Kilometern nach Nordosten dreht. Im Unterlauf nimmt er die Nebenflüsse Atikameg River (rechts), Beaver River (links) und Otadaonanis River (rechts) auf. Der Kapiskau River mündet schließlich am Südeingang der Akimiski-Straße in die James Bay. Weiter südlich verläuft der Albany River, weiter nördlich der Lawashi River und der Attawapiskat River. Der gesamte Flusslauf des Kapiskau River befindet sich im Bereich des Kanadischen Schildes. Der Fluss weist insbesondere im Mittellauf ein stark mäandrierendes Verhalten mit zahlreichen Flussschlingen und Altarmen auf. Das Einzugsgebiet des Kapiskau River umfasst ungefähr 14.000 km².